# Bejonnieres, des
des Bejonnieres es una variedad cultivar de ciruelo (Prunus domestica), de las denominadas ciruelas europeas,
una variedad de ciruela variedad antigua obtenida en Francia por André Leroy en 1827. Las frutas tienen un tamaño mediano con un color de piel amarillo dorado, con alguna mancha rojiza, punteado muy abundante, pequeño, amarillento o blanquecino, y pulpa de color amarillo ámbar, transparente, textura ligeramente blanda y muy jugosa con un sabor dulce, repletas de azúcar y fragantes con toques de albaricoque.

## Sinonimia
- "des Béjonnières",
- "Prunus domestica des Béjonnières",
- "Des Béjonnières".

## Historia
'des Bejonnieres' es una variedad de ciruela francesa antigua, obtenida por André Leroy, en Angers, en su vivero "aux Béjonnières" en Angers, hacia 1827,  cultivada desde 1863.
'des Bejonnieres' está cultivada en la National Fruit Collection (Colección Nacional de Fruta) de Reino Unido, con el número de accesión: 1948 - 583 y nombre de accesión : des Bejonnieres. Recibido por "The National Fruit Trials" (Probatorio Nacional de Frutas) en 1948.

## Características
'des Bejonnieres' árbol de vigoroso crecimiento, autofértil de generosa producción, resiste a los gusanos, requiere poco mantenimiento. Requiere suelo ligero y una posición soleada. Tiene un tiempo de floración que comienza a partir del 15 de abril con el 10% de floración, para el 19 de abril tiene una floración completa (80%), y para el 29 de abril tiene un 90% de caída de pétalos.
'des Bejonnieres' tiene una talla de tamaño medio (peso promedio 21,80 g.), de forma oval oblonga, simétrica, apariencia parecida a Mirabelle, con la sutura línea como transparente de color indefinido, poco marcada, situada en ligera depresión algo más acentuada junto a cavidad peduncular y disminuyendo hacia el polo pistilar; Epidermis muy recia y fuerte, poca pruina, blanquecina, sin pubescencia, y la piel color amarillo dorado, con alguna mancha rojiza, punteado muy abundante, pequeño, amarillento o blanquecino; Pedúnculo de longitud largo (promedio 16.18 mm), de calibre medio, ubicado en una cavidad del pedúnculo de anchura mediana, poco profunda, poco rebajada en la sutura y muy suavemente en el opuesto;pulpa de color amarillo ámbar, transparente, textura ligeramente blanda y muy jugosa con un sabor dulce, repletas de azúcar y fragantes con toques de albaricoque.
Hueso muy adherente, muy pequeño, globoso, muy liso, surco dorsal fino y casi superficial, los laterales sustituidos por una fina arista, superficie lisa pero áspera.
Su tiempo de recogida de cosecha se inicia en su maduración segunda quincena de agosto.

## Usos
La ciruela 'des Bejonnieres' debido a sus buenas características como postre fresco en mesa, está muy cultivada comercialmente. También se utiliza para hacer conservas.

## Cultivo
'des Bejonnieres' es variedad antigua de Anjou, resistente a los gusanos. Fruto autofértil.